# 田嚴
田严（?—?），战国时期韩国人。
韩昭侯问田严：“吹竽的人多，我无法知道其中吹得好的人。”田严回答说：“不妨听他们一个一个来演奏。”这是《韩非子》中滥竽充数故事另一个版本，通行版本是齐宣王让人吹竽，一定要三百人一起演奏。南郭处士请求替宣王吹竽，宣王高兴，伙食待遇和那几百位同等标准。宣王死后，齐湣王立。湣王喜欢一个一个地听他们吹竽，南郭处士便逃跑了。